# Arctacaridae
Arctacaridae   (лат.) — семейство хищных паразитиформных клещей из отряда Mesostigmata. Впервые они были открыты и описаны в 1955 году из арктической области Северной Америки.

## Описание
Хищные свободноживущие клещи длиной около 1 мм. Аляска, Орегон (Северная Америка) и Азия (Камчатка, Магаданская область и Тянь-Шань) .

## Систематика
Семейство Arctacaridae включает 2 рода с 6 видами:
- Род Arctacarus Evans, 1955
  - Arctacarus rostratus Evans, 1955
  - Arctacarus beringianus Bregetova, 1977[3]
  - Arctacarus dzungaricus Bregetova, 1977
- Род Proarctacarus Makarova, 2003
  - Proarctacarus canadensis Makarova, 2003[5]
  - Proarctacarus johnstoni Bregetova, 1977[3]
  - Proarctacarus oregonensis Bregetova, 1977